# كريستوف بيدرمان
كريستوف بيدرمان (بالألمانية: Christoph Biedermann)‏ هو لاعب كرة قدم ليختنشتاني في مركز الوسط، ولد في 30 يناير 1987 في ليختنشتاين. شارك مع منتخب ليختنشتاين لكرة القدم. أما مع النوادي، فقد لعب مع USV Eschen/Mauren ‏.

## وصلات خارجية
- كريستوف بيدرمان على موقع قاعدة بيانات كرة القدم.إي يو (الإنجليزية)
- كريستوف بيدرمان على موقع ناشيونال فوتبول تيمز (الإنجليزية)
- كريستوف بيدرمان على موقع عالم كرة القدم.نت (الإنجليزية)